# Sjirvani Muradov
Sjirvani Muradov, född den 20 juni 1985 i Tjapajevo i Dagestanska ASSR i Sovjetunionen (nu Dagestan i Ryssland), är en rysk brottare som tog OS-guld i tungviktsbrottning i fristilsklassen 2008 i Peking. 